# Augustine Washington
Augustine Washington, född cirka 1694, död 23 april 1743, var far till USA:s förste president George Washington. Hans föräldrar hette Lawrence Washington och Mildred Gale. Farföräldrarna hette John Washington och Anne Pope.